# Papyrus 51
Papyrus 51 (nummering van Gregory-Aland), of {\displaystyle {\mathfrak {P}}}51, is een oude kopie van een handschrift in het Grieks van het Nieuwe Testament. Het is een handschrift op papyrus en bevat Galaten 1:2-10; 1:13; 1:16-20. Op basis van schrifttype wordt het gedateerd in de derde of vierde eeuw.
De Griekse tekst van deze codex is een vertegenwoordiger van de (proto)-Alexandrijnse tekst. Kurt Aland plaatst het in Categorie II.
Het wordt bewaard in het Ashmolean Museum (P. Oxy 2157) in Oxford.